# 氯化三(2,2'-联吡啶)合铁(II)
氯化三(2,2'-联吡啶)合铁(II)是一种配位化合物，化学式为[Fe(C10H8N2)3]Cl2，可简写为[Fe(bipy)3]Cl2，为红色固体。由于primogenic效应，其激发态迟豫太快，相比于氯化三(联吡啶)合钌(II)来说，它难以作为光敏剂有所应用。
它可由2,2'-联吡啶和氯化亚铁在水、乙腈、乙醇或1,2-二氯乙烷中反应制得。它在升华装置内减压下于80 °C加热，可以得到深蓝色的FeCl2(bipy)2。